# Nemesia dubia (Karsch)
Nemesia dubia is een spinnensoort in de taxonomische indeling van de bruine klapdeurspinnen (Nemesiidae).
Nemesia dubia werd in 1878 beschreven door Karsch.

## Voorkomen
De soort komt voor in Mozambique.